# Первых, Тихон Афанасьевич
Тихон Афанасьевич Первых (26 августа 1910, село Глуховка, ныне Белгородская область — 2 марта 1979) — бригадир полеводческой бригады колхоза имени Тельмана Алексеевского района Воронежской области. Герой Социалистического Труда (07.05.1948).

## Биография
В 1910 году в селе Глуховка родился Тихон Первых. Трудовую деятельность в 1929 году в новом колхозе «Хлебороб», где в 1933 году был избран бригадиром полеводческой бригады.
В годы войны трудовую деятельность осуществлял на одном из оборонных предприятий Урала.
В 1945 году вернулся в родные места восстанавливать разрушенное хозяйство. Стал работать бригадиром полеводческой бригады колхоза имени Тельмана Алексевского района воронежской области (с 1954 Белгородской области). В 1947 году его бригада получила высокий урожай пшеницы — 36,2 центнера с гектара на площади 17,25 гектаров.
Указом от 7 мая 1948 года за достижения высоких производственных результатов в сельском хозяйстве Тихон Первых был удостоен звания Герой Социалистического Труда с вручением ордена Ленина и золотой медали «Серп и Молот».
В 1955 году по состоянию здоровья прекратил работать бригадиром. Перешёл трудиться на пасеку, а затем кладовщиком в колхозе.
Неоднократно избирался районным депутатом трудящихся.
Умер 2 марта 1979 года.

## Награды
Имеет следующие награды, за трудовые успехи:
- Герой Социалистического Труда (07.05.1948);
- Орден Ленина (07.05.1948);
- Серебряная и две бронзовые медали ВДНХ.